# حرفة البحث (كتاب)
كتاب حرفة البحث (بالإنجليزية: The craft of research) هو كتاب ل واين س. بوث وجريجوري ج. كولوم وجوزيف م. ويليمز. الكتاب يهدف لتوفير رؤية مبدئية عن كيفية البحث، من عملية اختيار الموضوع وجمع المعلومات والمصادر إلى عملية الكتابة للنتائج. الكتاب مر بثلاث طبعات، وصار نصًا معياريًا في الكليات في حصص الكتابة. الكتاب فاز بجائزة النقد لعام 1995-1996.

## المحتويات
مقدمة

### البحث، الباحثين والقراء
1. التفكير المكتوب: استخدامات البحث، العامة والخاصة.
2. الاتصال بقارئك: إعادة تشكيل نفسك وجمهورك.

### طرح الأسئلة، وإيجاد الإجابات
1. من الموضوعات إلى الأسئلة.
2. من الأسئلة إلى المشاكل.
3. ن المشكلات إلى المصادر.
4. استخدام المصادر.

### صياغة تصريح ودعمه
1. عمل مناقشات جيدة: ملخص
2. الادعاءات
3. الاسباب والبرهان
4. الشكر والردود
5. مذكرات

### تحضير مسودة، كتابة المسودة والمراجعة
1. التخطيط وكتابة المسودة.
2. مراجعة تنظيمك وجدالك.
3. مقدمات ونتائج.
4. توصيل البرهان بصريًا
5. مراجعة الأسلوب: إخبار قصتك بوضوح.

### بعض الاعتبارات الأخيرة
1. أخلاق البحث.
2. نص إضافي للمعلمين.
3. ملحق حول إيجاد المصادر.
4. المصادر العامة.
5. المصادر الخاصة.
6. ملاحظة حول بعض مصادرنا.
7. المحتويات.

## الطبعات التي تطبع حاليًا
- Cloth 3rd Edition (2008)
- Paper 3rd Edition (2008)

## الترجمات
ترجم الكتاب إلى:
العربية والصينية والكورية والبرتغالية والروسية والأسبانية والسويدية.

## الوصلات الخارجية
- The Craft of Research, 3rd Edition at the University of Chicago Press
- Interview with the authors
- Yale Library Research Guide